# Coproica pappi
Coproica pappi är en tvåvingeart som beskrevs av Miguel Carles-Tolrá 1990.
Coproica pappi ingår i släktet Coproica och familjen hoppflugor. Artens utbredningsområde är Spanien. Inga underarter finns listade i Catalogue of Life.